# Fridjons
Fridjons är ett isländskt dansband som spelat på dansveckan sedan 2017. Bandet har beskrivits som det största och populäraste dansbandet på Island.